# Шиваджі
Шиваджі (маратхі:छत्रपती शिवाजीराजे भोसल, 19 лютого 1630 —3 квітня 1680) — засновник імперії Маратхів, спочатку магараджа, у 1674—1680 роках чхатрапаті (імператор).

## Життєпис

### Молоді роки
Походив із впливового маратхського роду Бхонсле, представники якого здобули вплив, перебуваючи на службі у султанів Ахмеднагару та Біджапура. Син впливового феодала Шахаджі, який початку мав джангір (маєток) у Пуні, згодом отримав біля Банголора, у 1633—1636 роках був пешвою (регентом) при малолітньому ахмеднагарському султані Муртазі Нізам-шахі III. Згодом Шахаджі взяв ще одну дружину. Мати Шиваджі, Джизда Баї, не згодилася з цим й фактично розлучилася з Шахаджі. Відтоді Шиваджі здобував освіту під наглядом матері. У 1642 році він на деякий час приєднався до батька, проте вже через два роки повернувся до Пуни.
З цього моменту більшу увагу став приділяти військовій підготовці. Водночас тренував вояків, яких залишив йому батько, долучав до зброї простих селян. Починаючи з 1645 року бере участь у численних сутичках із місцевими маратхськими феодалами, поступово збільшуючи свої землі (мав у володінні 40 фортець). На початок 1656 року володіння Шиваджі перетворилися на найбільшу державу серед маратхів з титулом раджі. Разом з тим він був змушений визнавати владу Біджапурського султанату.

### Боротьба за незалежність
Утім володарі Біджапуру були не зацікавлені у такому посиленні володаря маратхів. Тому у 1659 році спрямували сюди армію на чолі з Афзал Ханом. Завдяки маневровості свого війська Шиваджі зміг уникнути битви на рівнині, проте більшу частину земель було захоплено. Зрештою обидві сторони домовилися розпочати перемовини біля фортеці Пратабгарх (біля Махабалешвари). Тут відомості розходяться: за одними, під час зустрічі Шиваджі підступно вбив Афзал Хана, за іншими — Шиваджі завдав удару у відповідь, коли Афзал Хан намагався завдати удару. Після вбивства Афзал Хана військо маратхів завдало поразки армії Біджапуру.
Того ж року Шиваджі у битві при Кохапурі завдав поразки іншій армії Біджапуру на чолі із Рустамджаманом. У 1660 році нове біджапурське військо на чолі із Сідді Джаухаром рушило проти Шиваджі. Воно зуміло затиснути армію маратхів у фортеці Панхал, утім Шиваджі вдалося вислизнути. Завдяки допомозі англійців біджапурці зуміли захопити Панхалу. Зрештою Шиваджі був змушений поступитися частиною своїх земель Біджапуру й визнати себе данником.
Разом із протистоянням із Біджапуром почалася ненавмисна війна з імперією Великих Моголів: Шиваджі намагався отримати допомогу від падишаха Аурангзеба, а в цей час його піддані здійснили декілька грабіжницьких рейдів у землі імперії. У відповідь у 1660 році падишах спрямував проти маратхів військо свого дядька Шаїста-хана, субадара (намісника) Декану. Війська останнього поступово захопили більшу частину території Шиваджі, а у 1663 році взяли столицю Пуну. Тоді ж Шиваджі зробив спробу вбити Шаїста-хана, але невдало. Разом з тим Шиваджі зумів влаштувати засідки могольському військовику Карталабу-хану, який, щоб відступити, був змушений передати маратхам значну частину зброї та припасів. У 1664 році, щоб підірвати фінанси імперії й поповнити свої, несподівано захопив Сурат, тоді головний порт у торгівлі із західними компаніями. Після 40 діб грабунків Шиваджі відступив у гори.
У 1664 році Аурангзеб спрямував нову, 150-тисячну, армію на чолі з раджпутом Джай Сінґхом I, який вправним маневром розділив князівство Шиваджі навпіл. Потім захопив фортеці Пурандхар та Сінґхгарх. У підсумку Шиваджі змушений був підписати мирний договір у фортеці Пурандар. Згідно з ним він передавав моголам 4/5 свого князівства, 23 фортеці, та мав сплатити 400 тисяч срібних рупій компенсації, його син Самбхаджі отримував титул сардара й спрямовувався до двору падишаха, а сам Шиваджі повинен був надати 10-тисячну армію для війни з Буджапуром. Ця війна виявилася невдалою, й Шиваджі повернувся до Пуни.
Утім Аурангзеб не довіряв Шиваджі, тому запросив до себе в Агру. Там, після провокації, його було заарештовано. Однак 17 серпня Шиваджі втік з-під варти Раданази-хана (за однією версією у кошику для фруктів та квітів, за іншою — підкупив охорону). Пройшовши кружним шляхом, Шиваджі прибув до Пуни. Ця втеча ще більше підняла авторитет вождя маратхів. Втім він розумів необхідність перепочинку. Тому за хабар шах-аде Муаззаму, субадару Декану, зумів домовитися про укладання перемир'я.
У цей час він зміцнив армію (додав до кінноти піхоту, розділив підрозділи від 25 до 6250 вояків), наказав створити флот, який очолив Канходжі Ангрія. У 1670 році Шиваджі розпочав нову війну проти моголів. 4 лютого того ж року завдав поразки ворогові при Сінґабаді й захопив фортецю Кондхана. Незабаром вдруге захопив Сурат, а на зворотному шляху, у битві при Вані-діндорі, завдав поразки могольському військовику Дауд Хану. Того ж року блокував англійський порт Бомбей, проте не зумів його захопити.
Разом із війною проти Великих Моголів розпочалася боротьба проти Біджапурського султанату. У 1674 році завдано рішучої поразки Біджапуру. Внаслідок цього землі Шиваджі у Декані значно розширилися. Разом з тим для зміцнення держави він вирішив отримати титул магараджі. Втім, щоб отримати на це право, Шиваджі повинен був належати до касти кшатріїв, але його предки входили до шудр. За великий хабар вдалося знайти брахмана, який вивів родовід Шиваджі від кшатріїв Сісодіїв. 6 червня відбулася церемонія у фортеці Райгад, проте 18 червня померла мати Шиваджі. Це визнано поганою ознакою. Тому 24 вересня проведено другу церемонію.
Вслід за цим Шиваджі здійснив численні походи до Хадешу, Карвару, Біджапуру, Карнатаки, Майсуру, Танджору. На півдні Індостану держава маратхів стала складатися з розрізнених володінь. Під час походу до сучасного Тамілнаду Шиваджі захворів на дизентерію й помер 3 квітня 1680 року. Після його смерті розпочалася війна між його синами Самбхаджі та Раджарамом.

## Культура
Разом із військовими та політичними справами велику увагу приділяв підтримці поетів, філософів, різних святих. Серед них найвідомішими є Самартх Рамдас, Тукарам.

## Ушанування
Центральний залізничний вокзал Мумбая має назву вокзал Чхатрапаті-Шиваджі.